# Rhamphomyia gracilitarsis
Rhamphomyia gracilitarsis är en tvåvingeart som beskrevs av Frey 1950. Rhamphomyia gracilitarsis ingår i släktet Rhamphomyia och familjen dansflugor. Inga underarter finns listade i Catalogue of Life.